# Сова-Лісовець Володимир Олександрович
Володи́мир Олекса́ндрович Сова́-Лісове́ць (30 грудня 1989, смт Ярмолинці, Хмельницька область — 30 червня 2022, під Лисичанськом, Луганська область) — український військовослужбовець, сержант Збройних сил України, учасник російсько-української війни. Герой України (2023, посмертно).

## Життєпис
Володимир Сова-Лісовець народився 30 грудня 1989 року в смт Ярмолинці, нині Ярмолинецької громади Хмельницького району Хмельницької области України.
Навчався в Ярмолинецькій загальноосвітній школі № 2.
У 2015 році вступив до лав Збройних сил України. Служив у складі 8-го окремого полку спеціального призначення ССО імені Князя Ізяслава Мстиславича.
Після широкомасштабного російського вторгнення брав участь в бойових діях на Київщині (Київ, Буча), Донеччині та Луганщині. Загинув 30 червня 2022 року під Лисичанськом Луганської области внаслідок ворожого обстрілу.
Похований 2 липня 2022 року в родинному місті.
Залишилася дружина та донька.

## Нагороди
- звання Герой України з удостоєнням ордена «Золота Зірка» (8 липня 2023, посмертно) — за особисту мужність і героїзм, виявлені у захисті державного суверенітету та територіальної цілісності України, самовіддане служіння Українському народові[1][2];
- орден «За мужність» III ступеня (4 квітня 2022) — за особисту мужність і самовіддані дії, виявлені у захисті державного суверенітету та територіальної цілісності України, вірність військовій присязі[3].